# Elecciones municipales de Chile de 2021
Las elecciones municipales de Chile de 2021 se realizaron el 15 y 16 de mayo de 2021 para elegir a los responsables de la administración local, es decir, de las comunas. Chile está dividido en 346 comunas, administradas por 345 municipalidades; las municipalidades están encabezadas por un alcalde y un concejo municipal, formado por cierta cantidad de concejales (dependiendo de la cantidad de electores en la comuna, pueden ser 6, 8 o 10). Los alcaldes y concejales duran cuatro años en su labor y podrán ser reelegidos sucesivamente en el cargo hasta por dos períodos.
Estas elecciones fueron las terceras elecciones municipales realizadas bajo la Ley de inscripción automática y voto voluntario, y fueron realizadas paralelamente a las elecciones de gobernadores regionales, cargos creados por la Ley 21073 de 2018, y que fueron elegidos por primera vez. Dado que la opción «Apruebo [una nueva constitución]» resultó ganadora en el plebiscito nacional de octubre de 2020, los miembros de la Convención Constitucional también fueron elegidos en forma paralela a las elecciones municipales y de gobernadores.
En caso de que los partidos o coaliciones políticas realicen primarias legales para definir sus candidatos a alcaldes, éstas se realizarían originalmente el domingo 7 de junio en conjunto con las eventuales primarias de gobernadores regionales, sin embargo la fecha de las eventuales primarias fue postergada al 29 de noviembre de 2020.
Originalmente estas elecciones estaban previstas para el domingo 25 de octubre de 2020, pero fueron postergadas debido a la pandemia de enfermedad de coronavirus, quedando para el 4 de abril de 2021. Sin embargo dicha fecha coincidía con las celebraciones de Semana Santa, por lo que fueron aplazadas nuevamente en una semana, quedando fijadas definitivamente para el 11 de abril de 2021. Debido a la pandemia, el 11 de marzo fue aprobada la ley que determinó que la votación se realizaría en dos jornadas: el sábado 10 y domingo 11 de abril, convirtiéndose en la primera elección en Chile que se realizaría en más de un día. Finalmente, las elecciones fueron nuevamente postergadas para el 15 y 16 de mayo de 2021, mediante una reforma constitucional, dictando al efecto la Ley 21324.
En la Ley 21.324 que postergó las elecciones desde abril a mayo de 2021, se establece también que se prorroga el mandato de los alcaldes y concejales en ejercicio a la fecha de publicación de la presente reforma constitucional hasta el 28 de junio de 2021; por lo tanto, los nuevos concejales y alcaldes electos asumen sus funciones dicho día.

## Listas y primarias

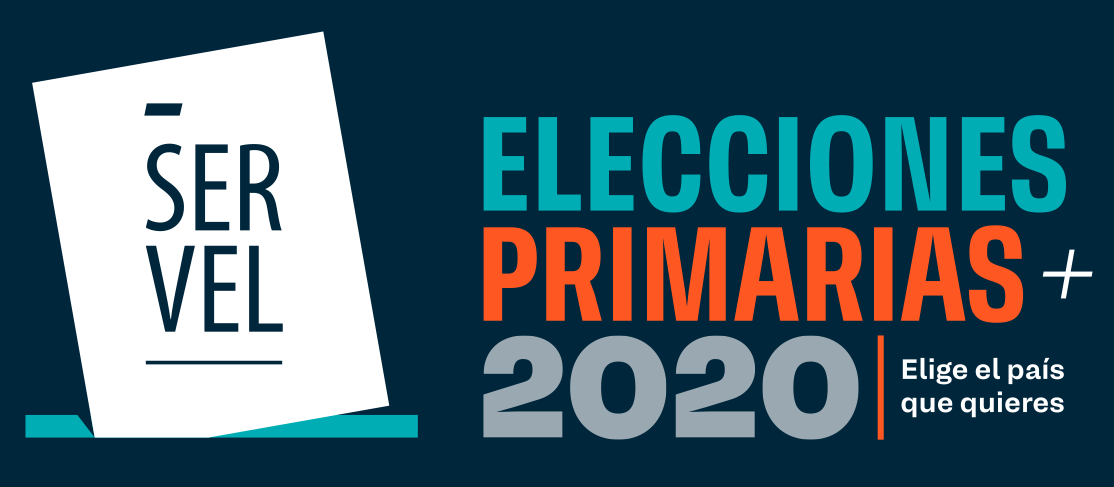
Logotipo oficial de las primarias, presentado por el Servicio Electoral.

El 25 de septiembre de 2020 el Partido Ecologista Verde de Chile (PEV) inscribió ante el Servicio Electoral (Servel) candidaturas para realizar elecciones primarias de alcaldes en las comunas de Maipú, Chiguayante y Temuco. El 30 de septiembre Chile Vamos hizo lo mismo para realizar primarias en varias comunas, entre ellas Vitacura, Lo Barnechea, Iquique, Copiapó, Valparaíso, Concón, San Javier, Curicó, Talca, San Pedro de la Paz y Temuco.
En la misma fecha de la declaración de candidaturas para las primarias, los pactos Ecologistas e Independientes, Frente Amplio y Chile Vamos inscribieron sus pactos para las elecciones de alcaldes y concejales; los primeros 2 pactos inscribieron una sola lista cada una, mientras que Chile Vamos inscribió 4 listas distintas para la elección de concejales: una para cada partido de la coalición (RN, UDI, Evópoli y PRI) más independientes.
Los resultados preliminares de las elecciones primarias son los siguientes:
| Partido                         | Partido                                      | Votos   | %      | Candidatos | Nominados |
| ------------------------------- | -------------------------------------------- | ------- | ------ | ---------- | --------- |
| A. Frente Amplio                | A. Frente Amplio                             | 22 701  | 100%   | 17         | 8         |
|                                 | Revolución Democrática                       | 10 919  | 48,10% | 6          | 3         |
|                                 | Independientes                               | 5154    | 22,70% | 5          | 2         |
|                                 | Convergencia Social                          | 4058    | 17,88% | 3          | 2         |
|                                 | Partido Liberal                              | 1905    | 8,39%  | 2          | 0         |
|                                 | Comunes                                      | 665     | 2,93%  | 1          | 1         |
| C. Chile Vamos                  | C. Chile Vamos                               | 102 597 | 100%   | 80         | 29        |
|                                 | Unión Demócrata Independiente                | 30 467  | 29,70% | 19         | 11        |
|                                 | Independientes                               | 27 494  | 26,80% | 22         | 11        |
|                                 | Evolución Política                           | 22 307  | 21,74% | 18         | 4         |
|                                 | Renovación Nacional                          | 21 309  | 20,77% | 19         | 3         |
|                                 | Partido Regionalista Independiente Demócrata | 1020    | 0,99%  | 2          | 0         |
| D. Ecologistas e Independientes | D. Ecologistas e Independientes              | 5212    | 100%   | 6          | 3         |
|                                 | Independientes                               | 3624    | 69,53% | 4          | 2         |
|                                 | Partido Ecologista Verde                     | 1588    | 30,47% | 2          | 1         |
| Votos válidamente emitidos      | Votos válidamente emitidos                   | 130 510 | 88,42% |            |           |
| Votos nulos                     | Votos nulos                                  | 10 096  | 6,84%  |            |           |
| Votos en blanco                 | Votos en blanco                              | 7002    | 4,74%  |            |           |
| Total de votos emitidos         | Total de votos emitidos                      | 147 608 | 100%   |            |           |

El 5 de diciembre Unidad Constituyente anunció que realizaría primarias no legales (también denominadas como «consultas ciudadanas») en 85 comunas el 20 de diciembre. El 22 de diciembre el Frente Amplio y Chile Digno formalizaron la creación de un bloque político conjunto de cara a las elecciones de gobernadores regionales, municipales y de convencionales constituyentes.
El 6 de enero de 2021 se inscribió el pacto «Dignidad Ahora», compuesto por los partidos Humanista e Igualdad y candidatos independientes. Al día siguiente se conformó el pacto «Independientes Cristianos», conformado por el Partido Conservador Cristiano e independientes. El 8 de enero se inscribieron para la elección de concejales los pactos «Radicales e Independientes», conformado por el Partido Radical e independientes, y «Unidad por el Apruebo», conformado por los partidos por la Democracia y Socialista. Al día siguiente fue inscrito el pacto «Unid@s por la Dignidad», conformado por los partidos Demócrata Cristiano, Progresista y Ciudadanos para la misma elección.
El 11 de enero —último día para inscribir pactos y candidaturas— fue presentada en el Servel la lista «Republicanos», conformada por el Partido Republicano e independientes, al igual que el pacto «Ciudadanos Independientes», conformado por el Partido Nacional Ciudadano e independientes. También fue inscrito el pacto «Chile Digno, Verde y Soberano», conformado por el Partido Comunista y la Federación Regionalista Verde Social. Ese día también el Partido de Trabajadores Revolucionarios inscribió la lista «A darlo vuelta todo. Trabajadoras y Trabajadores Revolucionarios».

### Pactos inscritos
El 14 de enero se realizó el sorteo para asignar las letras que identificarán a cada lista en la cédula de votación. Al ocurrir las elecciones de manera simultánea con las de convencionales constituyentes y gobernadores regionales, el sorteo contempló al mismo tiempo todas las listas presentadas para los cuatro comicios. El resultado del sorteo para el orden de las listas de alcaldes y concejales fue el siguiente:
| Pacto                            | Pacto                                           | Partido                                      |
| Alcaldes                         | Concejales                                      | Partido                                      |
| -------------------------------- | ----------------------------------------------- | -------------------------------------------- |
| K. Unidad por el Apruebo         | YW. Unidad por el Apruebo PS-PPD-Independientes | Partido Socialista de Chile                  |
| K. Unidad por el Apruebo         | YW. Unidad por el Apruebo PS-PPD-Independientes | Partido por la Democracia                    |
| K. Unidad por el Apruebo         | ZU. Radicales e Independientes                  | Partido Radical de Chile                     |
| M. Chile Digno, Verde y Soberano | M. Chile Digno, Verde y Soberano                | Partido Comunista de Chile                   |
| M. Chile Digno, Verde y Soberano | M. Chile Digno, Verde y Soberano                | Federación Regionalista Verde Social         |
| XE. Ciudadanos Independientes    | XE. Ciudadanos Independientes                   | Partido Nacional Ciudadano                   |
| XO. Republicanos                 | XO. Republicanos                                | Partido Republicano                          |
| XS. Frente Amplio                | XS. Frente Amplio                               | Revolución Democrática                       |
| XS. Frente Amplio                | XS. Frente Amplio                               | Convergencia Social                          |
| XS. Frente Amplio                | XS. Frente Amplio                               | Comunes                                      |
| XS. Frente Amplio                | XS. Frente Amplio                               | Partido Liberal                              |
| XU. Unidos por la Dignidad       | XU. Unidos por la Dignidad                      | Partido Demócrata Cristiano                  |
| XU. Unidos por la Dignidad       | XU. Unidos por la Dignidad                      | Partido Progresista                          |
| XU. Unidos por la Dignidad       | XU. Unidos por la Dignidad                      | Ciudadanos                                   |
| XX. Chile Vamos                  | XK. Chile Vamos RN-Independientes               | Renovación Nacional                          |
| XX. Chile Vamos                  | YM. Chile Vamos PRI-Independientes              | Partido Regionalista Independiente Demócrata |
| XX. Chile Vamos                  | ZG. Chile Vamos Evópoli-Independientes          | Evolución Política                           |
| XX. Chile Vamos                  | ZJ. Chile Vamos UDI-Independientes              | Unión Demócrata Independiente                |
| XY. Dignidad Ahora               | XY. Dignidad Ahora                              | Partido Humanista de Chile                   |
| XY. Dignidad Ahora               | XY. Dignidad Ahora                              | Partido Igualdad                             |
| XZ. Ecologistas e Independientes | XZ. Ecologistas e Independientes                | Partido Ecologista Verde                     |
| YC. Independientes Cristianos    | YC. Independientes Cristianos                   | Partido Conservador Cristiano                |
| YG. Nuevo Tiempo                 | YG. Nuevo Tiempo                                | Nuevo Tiempo                                 |
| ZB. Unión Patriótica             | ZB. Unión Patriótica                            | Unión Patriótica                             |
| —                                | ZR. Partido de Trabajadores Revolucionarios     | Partido de Trabajadores Revolucionarios      |

## Resultados

### Resultados nacionales

#### Votación por pactos y partidos
Los resultados finales de alcaldes por pactos y partido político fueron:
| Lista                                        | Pacto o partido                   | Sigla                         | Votos     | %?     | Cand.? | Alc.? | %?      | ± %?        | ± A.? |
| -------------------------------------------- | --------------------------------- | ----------------------------- | --------- | ------ | ------ | ----- | ------- | ----------- | ----- |
| K                                            | Unidad por el Apruebo             | Unidad por el Apruebo         | 836 628   | 13,19% | 174    | 68    | 19,72%  |             |       |
|                                              | Partido Socialista de Chile       | PS                            | 317 576   | 5,00%  | 58     | 22    | 6,38%   | -2,99 %     | -3    |
| Partido por la Democracia                    | PPD                               | 238 156                       | 3,75%     | 45     | 17     | 4,93% | -1,94 % | -9          |       |
| Partido Radical de Chile                     | PR                                | 128 188                       | 2,02%     | 30     | 11     | 3,19% | -1,08 % | +2          |       |
| Independientes Lista K                       | ILK                               | 153 510                       | 2,41%     | 41     | 18     | 5,22% |         |             |       |
| M                                            | Chile Digno, Verde y Soberano     | Chile Digno, Verde y Soberano | 420 834   | 6,63%  | 81     | 9     | 2,61%   |             |       |
|                                              | Partido Comunista de Chile        | PCCh                          | 331 961   | 5,23%  | 49     | 6     | 1,74%   | +3,61 %     | +3    |
| Federación Regionalista Verde Social         | FRVS                              | 25 242                        | 0,40%     | 10     | 1      | 0,29% |         |             |       |
| Independientes Lista M                       | ILM                               | 63 631                        | 1,00%     | 22     | 2      | 0,58% |         |             |       |
| XE                                           | Ciudadanos Independientes         | Ciudadanos Independientes     | 3 411     | 0,05%  | 2      | 0     | 0,00%   |             |       |
|                                              | Partido Nacional Ciudadano        | PNC                           | 846       | 0,01%  | 1      | 0     | 0,00%   |             |       |
| Independiente Lista XE                       | ILXE                              | 2 565                         | 0,04%     | 1      | 0      | 0,00% |         |             |       |
| XO                                           | Republicanos                      | Republicanos                  | 83 237    | 1,31%  | 12     | 0     | 0,00%   |             |       |
|                                              | Partido Republicano de Chile      | PRCh                          | 58 920    | 0,93%  | 8      | 0     | 0,00%   |             |       |
| Independiente Lista XO                       | ILXO                              | 24 317                        | 0,38%     | 4      | 0      | 0,00% |         |             |       |
| XS                                           | Frente Amplio                     | Frente Amplio                 | 494 247   | 7,79%  | 61     | 12    | 3,48%   |             |       |
|                                              | Revolución Democrática            | RD                            | 262 187   | 4,13%  | 17     | 6     | 1,74%   | +3,88 %     | +6    |
| Convergencia Social                          | CS                                | 53 019                        | 0,84%     | 14     | 2      | 0,58% |         |             |       |
| Comunes                                      | COM                               | 42 126                        | 0,66%     | 8      | 0      | 0,00% |         |             |       |
| Partido Liberal de Chile                     | PL                                | 20 992                        | 0,33%     | 1      | 1      | 0,29% | +0,09 % | Sin cambios |       |
| Independiente Lista XS                       | ILXS                              | 115 923                       | 1,83%     | 21     | 3      | 0,87% |         |             |       |
| XU                                           | Unidos por la Dignidad            | Unidos por la Dignidad        | 679 564   | 10,71% | 137    | 61    | 17,69%  |             |       |
|                                              | Partido Demócrata Cristiano       | PDC                           | 578 604   | 9,12%  | 107    | 47    | 13,62%  | -2,68 %     | +4    |
| Partido Progresista                          | PRO                               | 6 851                         | 0,11%     | 5      | 2      | 0,58% | -0,90 % | +1          |       |
| Ciudadanos                                   | CIU                               | 15 342                        | 0,24%     | 2      | 0      | 0,00% |         |             |       |
| Independientes Lista XU                      | ILXU                              | 78 767                        | 1,24%     | 23     | 12     | 3,48% |         |             |       |
| XX                                           | Chile Vamos                       | Chile Vamos                   | 1 650 065 | 26,01% | 319    | 87    | 25,22%  | -12,44 %    | -57   |
|                                              | Unión Demócrata Independiente     | UDI                           | 505 249   | 7,96%  | 96     | 32    | 9,27%   | -6,82 %     | -20   |
| Renovación Nacional                          | RN                                | 514 741                       | 8,11%     | 105    | 31     | 8,99% | -4,54 % | -16         |       |
| Evolución Política                           | EVO                               | 58 817                        | 0,93%     | 11     | 1      | 0,29% |         |             |       |
| Partido Regionalista Independiente Demócrata | PRI                               | 7 951                         | 0,13%     | 5      | 0      | 0,00% |         |             |       |
| Independientes Lista XX                      | ILXX                              | 563 910                       | 8,89%     | 102    | 23     | 6,66% | -1,92 % | -21         |       |
| XY                                           | Dignidad Ahora                    | Dignidad Ahora                | 214 359   | 3,38%  | 44     | 3     | 0,87%   |             |       |
|                                              | Partido Humanista de Chile        | PH                            | 51 272    | 0,81%  | 18     | 2     | 0,58%   | +0,53 %     | +2    |
| Partido Igualdad                             | PI                                | 99 547                        | 1,57%     | 11     | 1      | 0,29% | +1,19 % | +1          |       |
| Independientes Lista XY                      | ILXY                              | 63 540                        | 1,00%     | 15     | 0      | 0,00% |         |             |       |
| XZ                                           | Ecologistas e Independientes      | Ecologistas e Independientes  | 128 079   | 2,02%  | 27     | 0     | 0,00%   |             |       |
|                                              | Partido Ecologista Verde de Chile | PEV                           | 45 825    | 0,72%  | 0      | 0     | 0,00%   | +0,03 %     | -1    |
| Independientes Lista XZ                      | ILXZ                              | 82 254                        | 1,30%     | 17     | 0      | 0,00% |         |             |       |
| YC                                           | Independientes Cristianos         | Independientes Cristianos     | 645       | 0,01%  | 3      | 0     | 0,00%   |             |       |
|                                              | Partido Conservador Cristiano     | PCC                           | 469       | 0,00%  | 2      | 0     | 0,00%   |             |       |
| Independientes Lista YC                      | ILYC                              | 176                           | 0,00%     | 1      | 0      | 0,00% |         |             |       |
| YG                                           | Nuevo Tiempo                      | Nuevo Tiempo                  | 2 846     | 0,04%  | 1      | 0     | 0,00%   |             |       |
|                                              | Nuevo Tiempo                      | NT                            | 2 846     | 0,04%  | 1      | 0     | 0,00%   |             |       |
| ZB                                           | Unión Patriótica                  | Unión Patriótica              | 17 884    | 0,28%  | 20     | 0     | 0,00%   |             |       |
|                                              | Unión Patriótica                  | UPA                           | 17 884    | 0,28%  | 20     | 0     | 0,00%   |             |       |
| ZZI                                          | Candidaturas independientes       | Candidaturas independientes   | 1 811 887 | 28,56% | 566    | 105   | 30,43%  | +11,19 %    | +53   |
|                                              | Independientes                    | Ind.                          | 1 811 887 | 28,56% | 566    | 105   | 30,43%  | +11,19 %    | +53   |
| Total de votos válidos                       | Total de votos válidos            | Total de votos válidos        | 6 343 688 | 98,06% |        |       |         |             |       |
| Votos nulos                                  | Votos nulos                       | Votos nulos                   | 70 273    | 1,09%  |        |       |         |             |       |
| Votos en blanco                              | Votos en blanco                   | Votos en blanco               | 54 948    | 0,85%  |        |       |         |             |       |
| Total de sufragios emitidos                  | Total de sufragios emitidos       | Total de sufragios emitidos   | 6 468 909 | 100%   |        |       |         |             |       |

### Resultados por región
| - Región de Arica y Parinacota - Región de Tarapacá - Región de Antofagasta - Región de Atacama - Región de Coquimbo | - Región de Valparaíso - Región Metropolitana de Santiago - Región de O'Higgins - Región del Maule - Región de Ñuble | - Región del Biobío - Región de la Araucanía - Región de Los Ríos - Región de Los Lagos - Región de Aysén - Región de Magallanes |

## Controversias
Pese a que en general el proceso electoral fue calificado por las autoridades como «exitoso» y que las urnas fueron resguardadas de manera «segura», ocurrieron solo dos incidentes que afectaron el resultado final durante toda la jornada: el Tribunal Calificador de Elecciones (Tricel) recibió denuncias por presuntos fraudes electorales en cuatro comunas por lo que ordenó, en virtud de la transparencia política, el reconteo de votos en Arauco, Sierra Gorda y Copiapó, mientras que en la comuna de San Ramón se anuló el resultado final que daba por ganador al alcalde en funciones, Miguel Aguilera, ordenando la repetición de los comicios en 65 mesas receptoras de sufragios, en medio de un escándalo político y judicial conocido como «Caso San Ramón». El presidente de la República, Sebastián Piñera, convocó para el domingo 11 de julio la repetición de la elección de alcalde y concejales en las mesas impugnadas de San Ramón.